# 動物看護師
動物看護師とは、獣医師の診療の補助を業とする者をいう。その地位や補助の範囲は、国等によって異なる。

## 英国
認定獣医療看護師（英: Qualified Veterinary Nurse）と呼ばれる国家職業資格で、11年間の初等・中等教育修了後、王立獣医師協会（英: Royal College of Veterinary Surgeons）が認定した教育機関と提携する臨床訓練施設で２年間の実地研修を受けて資格を取得する方法、もしくは王立獣医師協会が認定した大学の３か年か４か年の課程を修了し、学位取得と同時に資格を取得する方法がある。補助の範囲は広く、内科処置に加え、体腔内に及ばない外科処置などもできる。

## スイス
動物臨床アシスタント（独: Tiermedizinischen Praxisassistentin）と呼ばれる連邦資格で、9年間前後の初等・中等教育を受けた後、動物診療施設で勤務しながら職業学校に通学し、3年間の教育を受けた後、資格を得る。補助の範囲は広く、抜歯、皮膚縫合、X線撮影などもできる。

## 米国
名称は州によって異なるが、登録獣医療技術師（英: Registered Veterinary Technician）もしくは認定獣医療技術師（英: Licensed Veterinary Technician）などと概ね獣医療技術師（英: Veterinary Technician）の語が用いられる。補助の範囲は広く、抜歯、皮膚縫合、X線撮影、麻酔などもできる各州の法令に基づき各州の獣医事委員会（英: Veterinary State Board）が主体となって資格認定を実施する。12年間の初等・中等教育修了後、専門学校、大学などで全米獣医師会（英: American Veterinary Medical Association）の認定プログラムを修了し、全米州獣医事委員会協会（英: American Association of Veterinary State Board）が実施する国家試験（英: Veterinary Technician National Examination）及び各州が実施する認定試験に合格することで資格を取得する方法が一般的である。

## 豪州
獣医療看護師（英: Veterinary Nurse）と呼ばれる州政府認定の資格で、10年間の初等・中等教育修了後、国が認定する機関が策定したカリキュラムを行う養成機関を州政府が認定し、職業訓練することによって資格を取得できる。補助の範囲は広く、抜歯、皮膚縫合、X線撮影などもできる。

## 日本
愛玩動物看護師（英: Veterinary Nurses for Companion Animals）と呼ばれる国家資格で、12年間の初等・中等教育修了後、主務国務大臣の確認を受けた大学又は地方庁知事指定の養成所において必要な教育課程を終え、国家試験に合格することでることによって資格を取得する方法が一般的である。愛玩動物しか扱えず、補助の範囲も投薬、採血、採尿などしかできず狭い。

## 韓国
動物保健士（朝: 동물보건사）と呼ばれる国家資格だが、診療の補助の範囲は狭く、投薬、注射、採血もできない。国の評価認証を受けた専門大学などを卒業し、資格試験に合格すれば資格が付与される。

## 脚註